# Católico (título)
Católico (em grego: Καθολικος; romaniz.: katholikós; em latim: Catholicus) é o título da autoridade máxima em algumas Igrejas orientais. Em alguns casos (como na Igreja do Oriente e na Igreja Ortodoxa Georgiana), o termo significa o mesmo que Patriarca. Em outros casos (como o da Igreja Apostólica Armênia), o Católico é superior ao Patriarca.
Em tempos anteriores, a designação tinha sido usada ocasionalmente, como Arquimandrita e Exarca, para um Abade Superior; mas o título acabou denotando um Bispo que, embora fosse chefe de uma Igreja importante, ainda era de alguma forma dependente de seu Patriarca. Os títulos católico e patriarca mais tarde se tornaram sinônimos e foram aplicados aos chefes das Igrejas armênia, assíria oriental e georgiana. Na Igreja Armênia existem dois Católicos: o Católico Supremo de Echemiazim e o Católico da Cilícia. O título de Patriarca-Católico também é usado pelos Primazes da Igreja Católica Armênia e da Igreja Caldeia.
O nome da Igreja Católica vem da mesma palavra - entretanto, o título "Católico" não existe em sua hierarquia.

## Origem do título
No Império Romano, era o nome de um cargo civil e financeiro. O uso eclesiástico mais antigo do título Católico foi pelo primaz da Igreja da Armênia, no século IV (363), enquanto ainda estava sob o Patriarcado de Antioquia. Entre os armênios, Católico era originalmente um título simples para o principal bispo do país, subordinado à Sé de Cesareia na Capadócia. Os bispos da Albânia e da Geórgia, embora dependentes do Católico da Armênia, tinham o mesmo título.
Durante os primeiros cinco séculos, Selêucia na Mesopotâmia, posteriormente a Sé dos Católicos assírios, esteve sob o Patriarcado de Antioquia. No Séc. V, quase todos os Bispos de Selêucia-Ctesifonte tinham o título de Católico, sem, no entanto, romper suas relações com Antioquia; portanto, originalmente,o título Católico não era sinônimo de Patriarca.
Algum tempo depois, foi adotado pelos Metropolitas de Selêucia-Ctesifonte na Pérsia, que se tornaram os Chefes designados da Igreja do Oriente. A primeira alegação de que o Bispo de Selêucia-Ctesifonte era superior aos outros Bispados e tinha (usando um termo posterior) direitos patriarcais foi feita pelo Patriarca Papa bar Agai (c. 317 - c. 329). No século V esta afirmação foi reforçada e Isaque (399 - c. 410), que organizou o Concílio de Selêucia-Ctesifonte, usou o título de Bispo de Selêucia-Ctesifonte, Católico e Chefe dos Bispos de Todo o Oriente. Esta linha de Católico fundou a Igreja do Oriente e o desenvolvimento do Rito Siríaco do Oriente.
No início do século IV, a Albânia e a Geórgia (Ibéria) foram convertidas ao cristianismo, e o principal Bispo de cada um desses países ostentava o título de Católico, embora nenhum deles fosse autocéfalo. Eles seguiram os armênios ao rejeitar o Concílio de Calcedônia. No final do século VI ou início do VII, os Católicos georgianos afirmaram sua independência e aceitaram a Ortodoxia. Daí em diante, a Igreja Georgiana passou pelas mesmas evoluções que a grega. Em 1783, a Geórgia foi forçada a abolir o cargo de Católico e colocar-se sob o Santo Sínodo da Rússia, país ao qual se uniu politicamente em 1801. Os Católicos albaneses permaneceram leais à Igreja Armênia, com exceção de um breve cisma no final do século VI. Pouco depois, a Albânia foi assimilada em parte pela Armênia e em parte pela Geórgia. Não há menção de nenhum Católico na Albânia após o século VII.

## Atuais Católicos
| Igrejas Orientais                          | Igreja                                                 | Titular                                                                     | Sede                                                           |
| ------------------------------------------ | ------------------------------------------------------ | --------------------------------------------------------------------------- | -------------------------------------------------------------- |
| Igrejas Autocéfalas do Oriente             | Igreja Assíria do Oriente                              | Awa III, Católico-Patriarca                                                 | Catedral de São João Batista, em Erbil (Iraque)                |
| Igrejas Autocéfalas do Oriente             | Antiga Igreja do Oriente                               | Gewargis III Younan, Católico–Patriarca do Mundo Inteiro                    | Catedral da Virgem Maria, em Bagdá                             |
| Igrejas Ortodoxas Orientais                | Igreja Apostólica Armênia                              | Karekin II, Católico de Todos os Armênios                                   | Catedral de Echemiazim, em Valarsapate (Armênia)               |
| Igrejas Ortodoxas Orientais                | Igreja Apostólica Armênia                              | Aram I, Católico da Cilícia                                                 | Catedral São Gregório, o Iluminador, em Antelias (Líbano)      |
| Igrejas Ortodoxas Orientais                | Igreja Ortodoxa Siríaca (Igreja Síria Jacobita Cristã) | Baselios Joseph, Católico da Índia (Mafriano)                               | Catedral de Santo Atanásio, em Puthencruz (Índia)              |
| Igrejas Ortodoxas Orientais                | Igreja Síria Ortodoxa Malankara                        | Basílio Marthoma Mateus III, Católico do Oriente e Metropolita de Malankara | Catedral de Mar Elia, em Kottayam (Índia)                      |
| Igrejas Ortodoxas Orientais                | Igreja Ortodoxa Etíope Tewahedo                        | Abune Matias, Patriarca e Católico da Etiópia                               | Catedral da Santíssima Trindade, em Adis Abeba                 |
| Igreja Ortodoxa                            | Igreja Ortodoxa Georgiana                              | Elias II, Católico-Patriarca de toda a Geórgia                              | Catedral da Santíssima Trindade, em Tiblíssi                   |
| Igreja Católica Oriental (Igreja Católica) | Igreja Católica Arménia                                | Rafael Pedro XXI Minassian, Patriarca Católico Armênio da Cilícia           | Catedral de São Elias e São Gregório, o Iluminador, em Beirute |
| Igreja Católica Oriental (Igreja Católica) | Igreja Católica Caldeia                                | Louis Raphaël I Sako, Patriarca Católico Caldeu de Bagdá                    | Catedral de Nossa Senhora das Dores, em Bagdá                  |
| Igreja Católica Oriental (Igreja Católica) | Igreja Católica Siro-Malankara                         | Baselios Cleemis Thottunkal, Arcebispo-Maior-Católico de Trivandrum         | Catedral de Santa Maria, em Thiruvananthapuram (Índia)         |